# لیپیننیکی (دومبرووه گورنیچا)
لیپیننیکی (به لهستانی: Lipienniki) طبیعت حفاظت شده‌ای به مساحت ۲۹۶ هکتار مربع طبق برنامه طبیعت ۲۰۰۰ در  ۵ کیلومتری شمال شهر دومبرووه گورنیچا و در مجاورت دریاچه کوژنیتسا وارژیسکا (به لهستانی: Zbiornik Kuźnica Warężyńska)  ، لهستان قرار دارد . 

## وجه تسمیه
وجه تسمیه لیپیننیکی دو کلمه مرکب تشکیل شده است لیپین به معنای ماهی‌های بلندباله و نیکی به معنای پیروزی است که بیان‌کننده اهمیت ماهیگیری در دریاچه کوژنیتسا وارژیسکا  دارد . 

## پوشش‌گیاهی و زمین‌شناسی
پوشش گیاهی لیپیننیکی مانند پوشش بیشتر تالاب‌های اروپایی مملو از گیاهان دم اسبی و سرخس‌گیان است . دریاچه کوژنیتسا وارژیسکا یک حوضچه آبی طبیعی باقی‌مانده از دوران تریاسه زمین‌شناسی  یا دوره پس از عصر یخبندان است . پلاژ پوگوریا ۴ (به لهستانی: Plaża Pogoria 4) در مجاورت دریاچه سالانه هزاران نفر را به منظور تفریح به لیپیننیکی می‌کشاند که طرفداران محیط زیست بر این عقیده هستند که حضور انسان‌ها تأثیر مخرب بر محیط لیپیننیکی گذاشته است . 